# Club sportif clodoaldien
Pour les articles homonymes, voir CSC.
Le Club sportif clodoaldien (CSC) est à l'origine un club omnisport français, qui par la suite ne conservera que la section cyclisme.

## Histoire
À sa fondation, on se préoccupe surtout du football et de course à pied. Dès l'année suivante, MM. Duris et Vivolas créent une section cycliste. Elle se compose de dix membres, de valeur modeste, puisque la première compétition organisée par le club et patronnée par le Comité des Fêtes de Saint-Cloud voit le premier coureur de la société y prendre la quarante-sixième place. Le petit club est devenu grand. Les adhésions sont venues toujours plus nombreuses à la section cycliste, comme aux autres sections du club. En 1928, elle compte cent adhérents. Et l'on décide alors de ne conserver, pour ne pas trop diffuser les efforts, que les sections cycliste et motocycliste . Il a rassemblé nombre de jeunes Italiens séjournant à Paris.

## Présidents
- 1927 : Louis Duris, président ; Albert Bouzon[2]
- 1934 : Louis Duris, président ; Battagliola et Momas, vice-présidents ; Boisgontier et Francoz Pierre, secrétaires ; Bobet et Bocard, trésoriers[1]

## Coureurs
- Gustave Bernard[3],[1]
- Louis Bonnet[3]
- Giuseppe Bianchini[4],[1]
- Dante Franzil[5],[1]
- Pierre Iacoponelli[6].
- Francesco Malatesta[7].
- Nino Mozzo[8].
- Guy Ovenberghe
- Pierre Ragot[1]
- Jean Robic
- Louis Schmitt
- Lionel Talle[9],[1]
- Bruno Tosi[10]